# Olla (film)
Pour les articles homonymes, voir Olla.
Pour plus de détails, voir Fiche technique et Distribution.
Olla est un film français réalisé par Ariane Labed et sorti en 2019.

## Fiche technique
- Titre : Olla
- Réalisation : Ariane Labed
- Scénario : Ariane Labed
- Photographie : Balthazar Lab
- Son : Johnnie Burn et Sergio Henriquez Martinez
- Montage : Yorgos Mavropsaridis
- Musique : Coti K
- Production : Apsara Films - Limp Films
- Pays  :  France
- Durée : 27 minutes
- Date de sortie : France - 19 mai 2019

## Distribution
- Jenny Bellay
- Gall Gaspard
- Romanna Lobach
- Grégoire Tachnakian

## Récompenses
- Festival international du court métrage de Clermont-Ferrand 2020 : grand prix ; prix étudiant ; prix de la meilleure première œuvre de fiction[1]